# سوبارو لگاسی (نسل چهارم)
سوبارو لگاسی (نسل چهارم) (Subaru Legacy (fourth generation)) خودرویی است که در سال‌های ۲۰۰۳ تا ۲۰۰۹تولید شده‌است.
طراحی آن خودرو چهار چرخ محرک بوده طول آن در حالت طبیعی ۱۸۶٫۲ اینچ (۴٬۷۲۹ میلیمتر)، عرض آن در حالت طبیعی ۶۸٫۱ اینچ (۱٬۷۳۰ میلیمتر)، ارتفاع آن در حالت طبیعی ۵۸٫۱ اینچ (۱٬۴۸۰ میلیمتر) و وزن آن در حالت طبیعی ۳٬۵۰۰ پوند (۱٬۶۰۰ کیلوگرم) است.